# Alfred Grünfeld
Pour les articles homonymes, voir Grünfeld.
Alfred Grünfeld (né à Prague le 4 juillet 1852 - décédé à Vienne le 4 janvier 1924) est un pianiste et un compositeur autrichien.

## Biographie
Il a étudié avec Höger, avec Josef Krejčí (de) au Conservatoire de Prague, et avec Theodor Kullak à la Neue Akademie der Tonkunst, Berlin. En 1873, il s'établit à Vienne, où il reçoit le titre de "Kammervirtuose". Il fait des tournées à travers l'Europe et les États-Unis.
Lors d'une visite en Allemagne, Grünfeld a été nommé pianiste de la cour par l'Empereur Guillaume Ier. À partir de 1897, il est devenu professeur au Nouveau conservatoire de Vienne (de).
Il a été le premier pianiste à faire un enregistrement, et un CD contenant plusieurs de ses enregistrements a été édité. 
Son domicile à Vienne était au 10 Getreidemarkt, et une plaque rappelle son séjour.
Son frère était le musicien Heinrich Grünfeld.

## Œuvres

### Musique pour piano
Parmi ses compositions, on peut mentionner les œuvres suivantes pour le piano:
- Octave-study, op. 15;
- Menuet, op. 31;
- Spanish Serenade, op. 37.
- Johann Strauss II: Transcriptions & Paraphrases pour Piano - Die Fledermaus, op. 56.

### Opéras et Opérettes
- Der Lebemann. Opérette en 3 actes de Ludwig Fischl et Alexander Landesberg. Musique d'Alfred Grünfeld. 1903, Theater an der Wien.
- Die Schönen von Fogaras. Opéra-comique en 3 actes. D'après Kalman Mikszáth de Victor Léon. Musique d'Alfred Grünfeld. Ca. 1908.

## Enregistrements par Grünfeld
- Diner waltz Sur système Welte Mignon (1905).
- Chopin , Nocturne Système Welte intégré sur Steinway.
- Chopin et Schubert Enregistrement acoustique sur disque.
- Grünfeld joue Grünfeld polka de concert Enregistrement acoustique sur disque (1908).
- Menuet Mozart enregistrement acoustique (1905)